# Carolina Lindström
Carolina Lindström, född Lundström, den 12 maj 1812, död 1892, var en svensk modist. Hon var under sin samtid känd som "Aftonstjärnan", eftersom hon ofta satt uppe och arbetade till långt inpå nätterna.  

## Biografi
Carolina Lindström var dotter till järnkramhandlaren Anders Lundström, löjtnant vid Borgerskapets infanteri. Hennes mor var fiskmånglerska vid Blå bodarna, och anlade och skötte både en ljus- och en vadd-"fabrik" sedan maken av hälsoskäl tvingades sluta arbeta. Själv arbetadee Carolina Lindström vid moderns sida och sedan vid eget fiskstånd tills hon fick råd till en tremånaderskurs som elev hos en modist, en fransyska. Denna kallades Mamsell Martinsson och beskrivs som Stockholms främsta modist.
Carolina Lindström öppnade 1842 sin verksamhet: en "nipperhandel" kallad C M Lindströms hattaffär, på Västerlånggatan 40. Lindström hade breda kontakter som hon utnyttjade i sina affärer. År 1844 förvarnades hon om monarkens död av slottslakejerna, och lyckades köpa upp sorgfloren från stadens övriga modebutiker innan dödsfallet hade blivit offentligt känt. Hon var framgångsrik och öppnade en filial på Hornsgatan. Under sin verksamhetstid ska hon, förutom sina döttrar, haft ytterligare tre biträden till hjälp. Butiken fick namnet »Villervallan» därför att den ständigt var full med kunder, och beskrivs Stockholm kanske största butik i frågan om omsättning. Hon hade gott renommé för att vara vänlig och hederlig med varor av senaste mode och hög kvalitet.
Carolina Lindström ägde en egen ö utanför Vaxholm, och tjänade ihop en förmögenhet. Hon ska ha ägt en förmögenhet på 100 000 kronor, husen n:r 58 Norrlandsgatan och n:r 40 Vesterlånggatan samt Eriksö bortom Vaxholm. Hon beskrivs som generös, vilket ska ha bidragit till att hon, trots sin framgång, hade sparsamt med pengar vid sin död.
Lindström gifte sig 1847 med kryddhandlaren F.L. Lindström (d. 1881). Maken spekulerade bort hennes pengar och sattes i cession under handelskrisen 1867, men hon räddade verksamheten undan makens fordringsägare genom att ta ut boskillnad och tjänade snart ihop summan igen. Hon kommenterade då: »skall jag ej göra hvar människa rätt, så vill jag ej lefva längre», och året därpå var hon skuldfri. Hennes make drabbades vid denna tid av en njursjukdom och var sängliggande till sin död.
År 1892 pensionerade hon sig och köpte en plats på Stockholms borgerskaps änkehus, där hon dock avled efter bara några månader. Hon sade kort före sin inflytt till Iduns reporter: 
»Är ej jag en af de lyckligaste människor, jag som genom Guds rika välsignelse åtnjutit hälsa och arbetskraft i så många år, och mot hvilken alla människor varit så vänliga. Får jag nu bara mitt lilla rum på Borgerskapets änkhus, för att där i lugn få sluta mina dagar, då tror jag ej, att det finns en så lycklig varelse på jorden.»
Carolina Lindström överlät sin verksamhet på sin 1:a modist Anna Andersson, som då varit hennes biträde i tjugo år, och som innehade butiken fram till Astrid Schinkler övertog den 1936. 
Carolina Lindströms affär var år 1995 den äldsta modebutiken i Stockholm. Butiken firade sitt 155-årsjubileum år 1997.